# Pieter Nuyts
Pieter Nuyts (* 1598 in Middelburg; † 11. Dezember 1655) war ein niederländischer Entdecker und Gouverneur von Niederländisch-Formosa.
Pieter Nuyts erforschte zwischen 1626 und 1627 auf dem Schiff Gulden Zeepaerdt (Goldenes Seepferd) unter dem Kommando von François Thijssen etwa 1.600 Kilometer der südaustralischen Küste und kartographierte sie.
Viele Orte in Australien wurden nach ihm benannt, darunter die Inselgruppe Nuyts Archipelago mit dem darauf befindlichen 53,5 Quadratkilometer großen Nuyts-Archipelago-Conservation-Park in der Großen Australischen Bucht, aber auch die Nuytsia floribunda, eine in dieser Gegend heimische Pflanzenart aus der Familie der Riemenblumengewächse.
Von 28. Juni 1627 bis 9. Mai 1630 war er Gouverneur von Niederländisch-Formosa auf Taiwan.